# Pansionata Nébug
Pansionata Nébug (del ruso: Пансионата «Небуг») es un posiólok del raión de Tuapsé del krai de Krasnodar, en el sur de Rusia. Está situado en las estribaciones meridionales del extremo oeste del Cáucaso Occidental, en la orilla derecha desembocadura del arroyo Kazachia Shchel en la orilla nororiental del mar Negro, 10 km al noroeste de Tuapsé y 99 km al sur de Krasnodar, la capital del krai. Tenía 130 habitantes en 2010.
Pertenece al municipio Nébugskoye.

## Historia
El asentamiento hotelero Nebug fue registrado como localidad el 15 de noviembre de 1977. El 1 de enero de 1987 contaba con 204 habitantes.

## Transporte
Por la localidad pasa la carretera federal M27 Novorosíisk-Tuapsé.